# Tony McNamara
Tony McNamara (Austrália, 1967) é um roteirista australiano. Como reconhecimento, foi nomeado ao Oscar na categoria de Melhor Roteiro Original por A Favorita (2018) em 2019 e Melhor Roteiro Adaptado por Pobres Criaturas (2023) em 2024.